# Brain-sur-Allonnes
Brain-sur-Allonnes – miejscowość i gmina we Francji, w regionie Kraj Loary, w departamencie Maine i Loara.
Według danych na rok 2010 gminę zamieszkiwało 2 012 osób, a gęstość zaludnienia wynosiła 60 osób/km².